# سوریانا
سوریانا (انگلیسی: Soriana) شرکت خرده‌فروشی مکزیکی است، که در سال ۱۹۶۸ تأسیس شد.